# Rudolf Bahro

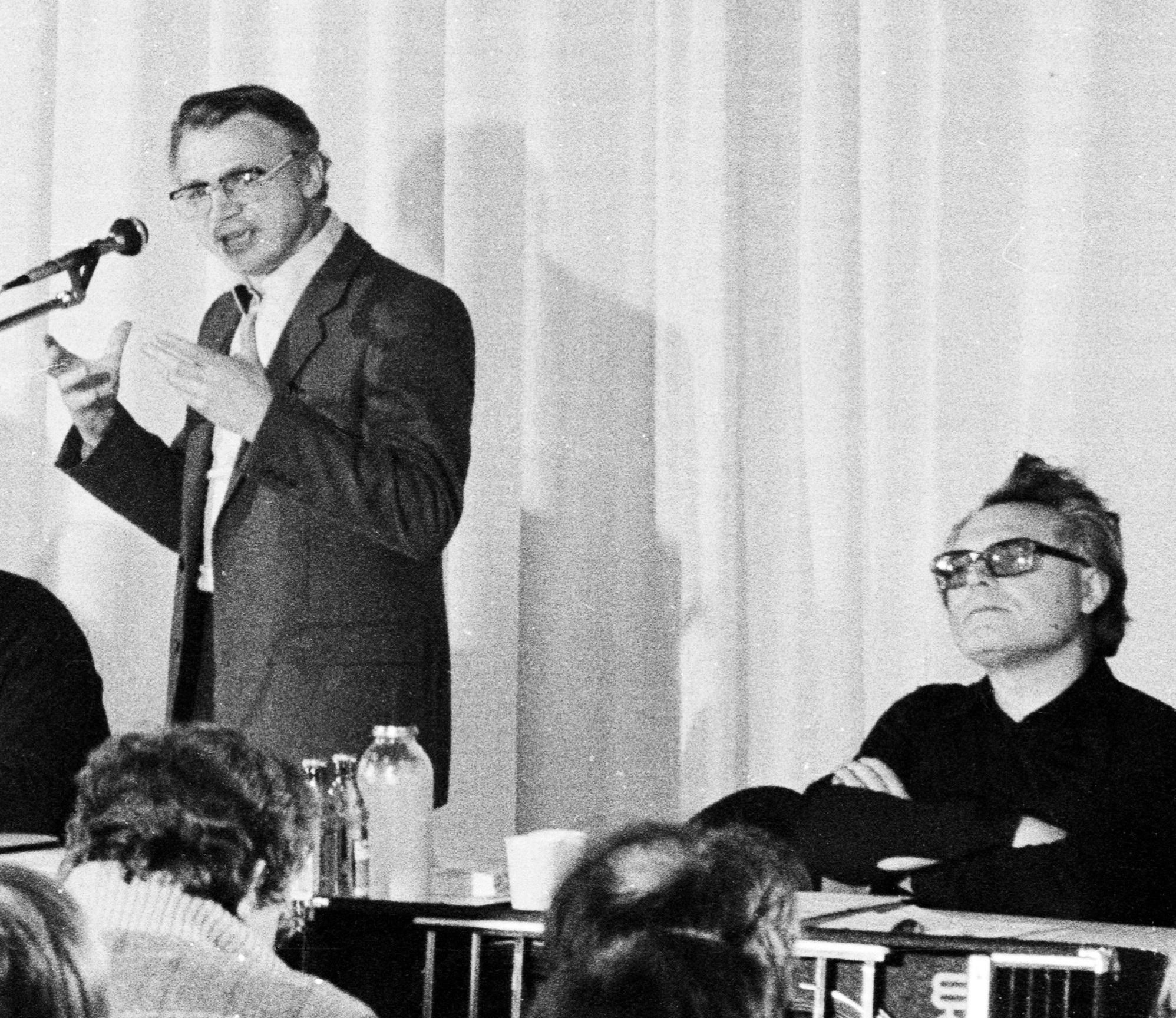
Rudolf Bahro, links, in Kassel im Mai 1980

Rudolf Bahro (* 18. November 1935 in Bad Flinsberg, Landkreis Löwenberg in Schlesien; † 5. Dezember 1997 in Berlin) war ein deutscher Philosoph, Politiker und Sozialökologe. Er wurde durch sein Buch Die Alternative (1977) und seine Kritik des real existierenden Sozialismus zu einem der profiliertesten Dissidenten der DDR. Nach über zweijähriger Haft in Gefängnissen des Ministeriums für Staatssicherheit (MfS) ging er 1979 in die Bundesrepublik Deutschland und war ab 1990 wieder in Berlin.

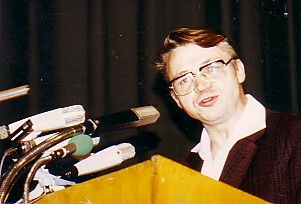
Bahro auf einer Bundesversammlung der Grünen (1980)

## Kindheit und Ausbildung
Rudolf Bahro war das älteste von drei Kindern des Viehwirtschaftsberaters Max Bahro und seiner Frau Irmgard, geb. Conrad. Die Familie lebte bis 1945 in Niederschlesien, zunächst in Bad Flinsberg, dann im Nachbarort Gerlachsheim (Landkreis Lauban), wo Rudolf die Dorfschule besuchte. Gegen Ende des Zweiten Weltkrieges wurde der Vater zum Wehrdienst einberufen und geriet in polnische Gefangenschaft. Als die Ostfront herannahte, wurde die Familie evakuiert. Auf der Flucht wurde Rudolf von der Mutter und den Geschwistern getrennt, und diese starben bald darauf an Typhus. Rudolf verbrachte mit einer Tante je einige Monate in Österreich und in Hessen und fand schließlich seinen Vater wieder, der in Rießen (Landkreis Guben) den Hof einer Witwe bewirtschaftete. 1951 heiratete Max Bahro die ebenfalls verwitwete Frieda Reiter in Fürstenberg (Oder), die ihren Sohn Gerhard mit in die Ehe brachte, welcher sieben Jahre älter war als Rudolf.
Von 1950 bis 1954 besuchte Rudolf Bahro die Oberschule in Fürstenberg. Da für die Aufnahme in die Oberschule die Mitgliedschaft in der Freien Deutschen Jugend (FDJ) vorausgesetzt wurde, trat er dort 1950 widerstrebend ein. Dies war, wie er später kommentierte, das einzige Mal, dass er unter Druck etwas gegen seinen Willen tat. Im Jahr 1954 folgte seine Aufnahme in die Sozialistische Einheitspartei Deutschlands (SED), die er 1952 beantragt hatte. Bahro galt als außerordentlich intelligent und bestand das Abitur „mit Auszeichnung“. An der Humboldt-Universität zu Berlin studierte er von 1954 bis 1959 Philosophie. Zu seinen Lehrern gehörten Kurt Hager (der spätere Chefideologe der SED), Georg Klaus und Wolfgang Heise. Das Thema seiner Diplomarbeit lautete „Johannes R. Becher und das Verhältnis der deutschen Arbeiterklasse und ihrer Partei zur nationalen Frage unseres Volkes“.
Bis 1956 war Bahro ein glühender Verehrer Lenins und Stalins. Die Enthüllungen Chruschtschows auf dem XX. Parteitag der KPdSU im Februar 1956, in denen erstmals einige Verbrechen des Stalinismus offen angesprochen wurden, erschütterten Bahros Weltbild zutiefst. Die bald darauf ausbrechenden Unruhen in Polen und den ungarischen Volksaufstand verfolgte er mit großem Interesse, und er erstellte eine Protesterklärung für eine Wandzeitung, in der er seine Solidarität mit den Aufständischen bekundete und die restriktive Informationspolitik der DDR-Staatsführung offen kritisierte. Das veranlasste das MfS, ihn in den nächsten zwei Jahren zu beobachten und zu bespitzeln.

## Der Parteiarbeiter
Nach dem Staatsexamen ging Bahro im Auftrag der SED nach Sachsendorf (Kreis Seelow) im Oderbruch, wo er die Dorfzeitung Die Linie herausgab, die Bauern dazu bewegen sollte, der Genossenschaft (LPG) beizutreten. 1959 heiratete er die Russischlehrerin Gundula Lembke, die eine Tochter mit in die Ehe brachte und in den folgenden Jahren zwei weitere Mädchen (von denen eines am Tag der Geburt starb) und einen Jungen gebar. 1960 wurde Bahro in die Universitätsparteileitung in Greifswald berufen und gründete dort die Zeitung Unsere Universität, deren verantwortlicher Redakteur er wurde. In diesem Jahr erschien auch sein erstes Buch, ein Band mit Gedichten: In dieser Richtung. Ab 1962 arbeitete er als Referent für den Zentralvorstand der Gewerkschaft Wissenschaft in Berlin, ab 1965 als stellvertretender Chefredakteur bei der von der FDJ herausgegebenen Jugend- und Studentenzeitschrift Forum. In dieser Position ergaben sich wiederholt Konflikte mit der zunehmend restriktiven Politik der SED, wodurch Bahro in die Kritik geriet. Wegen des nicht genehmigten Abdrucks von Volker Brauns Stück Kipper Paul Bauch wurde er schließlich 1967 dieses Postens enthoben.

## Der Weg zur „Alternative“
Von 1967 bis 1977 war Bahro in diversen Betrieben der Gummi- und Kunststoff-Industrie im Bereich Arbeitsorganisation tätig. Diese Konfrontation mit den tatsächlichen Verhältnissen in den Betrieben brachte ihn bald zu der Überzeugung, dass die DDR-Wirtschaft sich in einer ernsten Krise befinde und dass der Hauptgrund dafür darin liege, dass die Arbeiter in den Betrieben praktisch nichts zu sagen hätten. Diese Ansicht formulierte er im Dezember 1967 in einem Brief an den Staatsratsvorsitzenden Walter Ulbricht, und er schlug vor, die Verantwortung in den Betrieben im Sinne einer Basisdemokratie den Arbeitern zu übertragen. Wenige Wochen danach kam es zu Veränderungen in der Kommunistischen Partei der Tschechoslowakei, welche den Prager Frühling einleiteten. Bahro nahm daran lebhaften Anteil und befürwortete die dortige Entwicklung. Im Mai 1968 wurde er zu einem Gespräch mit einem Mitarbeiter des Zentralkomitees zitiert, der ihm klarmachte, dass seine Solidarität mit der „Konterrevolution“ in der ČSSR nicht mehr geduldet werde. Bahro zog daraus die Konsequenz, seine Gedanken systematisch auszubauen und zu publizieren. Dieser Entschluss wurde bestärkt und modifiziert, als am 21. August 1968 der Prager Frühling durch einmarschierende Truppen des Warschauer Paktes (vor allem der Sowjetunion) mit Waffengewalt beendet wurde. Das war, wie Bahro später einmal äußerte, „der schwärzeste Tag“ seines Lebens und der Anlass für den endgültigen Bruch mit der SED. Aus taktischen Gründen entschied er jedoch, diesen Bruch nicht öffentlich zu vollziehen, um sein Buchprojekt nicht zu gefährden.
Nach einem vorbereitenden Literaturstudium begann Bahro 1972 mit der nebenberuflichen Arbeit an seiner Dissertation Über die Entfaltungsbedingungen der Hoch- und Fachschulkader in volkseigenen Betrieben der DDR, die einen Teil seines Vorhabens in den akademischen Diskurs einbringen sollte. Parallel dazu schrieb er heimlich an einem thematisch breiter angelegten Manuskript, aus dem später das Buch Die Alternative hervorging. 1973 reichte Gundula Bahro die Scheidung ein. Dies war, wie beide Eheleute später äußerten, eine Vorsichtsmaßnahme, um insbesondere die Kinder vor zu erwartenden staatlichen Repressalien zu bewahren. Gundula Bahro ging jedoch noch weiter: Sie informierte 1974 das MfS über das bis dahin von ihrem Ex-Ehemann geheimgehaltene Buchprojekt und verschaffte dem MfS schließlich eine Kopie des Manuskripts. Ab dieser Zeit wurde Rudolf Bahro vom MfS intensiv überwacht.
Im Jahr 1975 reichte er seine Dissertation an der TH Merseburg ein. Sie wurde zunächst von drei Gutachtern sehr positiv bewertet. Dann schritt jedoch das MfS ein, organisierte zwei Gegengutachten und vereitelte damit die Promotion. Die Arbeit an dem Alternative-Manuskript wurde hingegen nur weiter beobachtet und nicht behindert. Bahro kam jedoch zu der Überzeugung, dass seine ursprüngliche Absicht, dieses eigentlich für DDR-Bürger geschriebene Buch in größerer Stückzahl in der DDR zu verbreiten, nicht zu verwirklichen sei. Im Dezember 1976 erfuhr er, dass eines der Exemplare, die er zur Begutachtung an Freunde und Bekannte verteilt hatte, auf Umwegen in die Hände des MfS geraten war. Dies veranlasste ihn, die Arbeit kurzfristig zum Abschluss zu bringen. Über Mittelsmänner war inzwischen ein Vertrag mit der Europäischen Verlagsanstalt (EVA) in Köln zustande gekommen. Im Musikwissenschaftler Harry Goldschmidt fand Bahro einen unverdächtigen Helfer, der das fertige Manuskript nach West-Berlin schmuggelte. Außerdem gelang es, etliche Kopien des Manuskripts per Post an ausgewählte Personen in der DDR zu versenden.

## Buch „Die Alternative“
Das Buch ist in drei Teile gegliedert: Das Phänomen des nichtkapitalistischen Weges zur Industriegesellschaft; Die Anatomie des real existierenden Sozialismus; Zur Strategie einer kommunistischen Alternative. Die vorangestellte Einleitung beginnt mit dem Postulat, dass die kommunistische Bewegung nicht zu den theoretisch zu erwartenden Verhältnissen geführt habe, sondern im Grunde den kapitalistischen Weg mit lediglich oberflächlichen Veränderungen fortführe. „Die Entfremdung, die Subalternität der arbeitenden Massen dauert auf neuer Stufe an.“ Das Buch wolle die Gründe für diese Entwicklung analysieren und Lösungen anbieten.
Der erste Hauptteil ist eine historische Analyse der Entwicklung des Sozialismus in der Sowjetunion. Bahro kommt zu dem Befund, dass dort und in der Folge auch in Ländern wie der DDR nicht der theoretisch erwartete Sozialismus entstanden sei, sondern eine Art Proto-Sozialismus. Den wesentlichen Grund dafür sieht er darin, dass die Sowjetunion zum Zeitpunkt der Oktoberrevolution noch weit von dem Entwicklungszustand entfernt war, den Marx in seiner Theorie vorausgesetzt hatte. Dennoch sei der von Lenin eingeschlagene Weg richtig gewesen. Die anschließend von Stalin betriebene massive Industrialisierung bezeichnet Bahro als eine notwendige Weiterentwicklung, wobei er, wie sein Biograph Guntolf Herzberg hervorhebt, den stalinistischen Terror nicht verurteilt, sondern als unvermeidlich rechtfertigt.
Im zweiten Teil analysiert Bahro die real existierende Gesellschaftsform, die seiner Meinung nach fälschlich als Sozialismus bezeichnet wird und in Wirklichkeit noch immer eine Klassengesellschaft sei. Wie diese Gesellschaft funktioniert, stellt er detailliert dar, und er argumentiert, dass darin die Ursachen für die zu beobachtende Stagnation der Wirtschaft lägen.
Im dritten Teil schließlich entwickelt er Lösungsvorschläge, welche die Forderung nach einer erneuten Revolution, die nicht nur die gesellschaftlichen Verhältnisse, sondern auch die Menschen verändern müsse, beinhalten. Im Kern gehe es um die Überwindung der Subalternität, der „Daseinsform und Denkweise ‚kleiner Leute‘“. Die vertikale Arbeitsteilung und damit die Entfremdung der Arbeit sei zu überwinden, alle Menschen sollten an Wissenschaft und Kunst wie auch an „niederen“ Arbeiten teilhaben.

## Reaktionen auf „Die Alternative“
Am 22. August 1977 veröffentlichte das westdeutsche Magazin Der Spiegel einen Auszug aus dem schon länger angekündigten Buch und ein Interview mit Bahro, wodurch er erstmals öffentlich als Autor dieses Buchs bekannt wurde. Am Tag darauf wurde Bahro verhaftet und in das zentrale Untersuchungsgefängnis Berlin-Hohenschönhausen gebracht. Am selben Abend strahlten die westdeutschen Fernsehanstalten ARD und ZDF Bahro-Interviews aus. Dies fand große Aufmerksamkeit in den westlichen Medien.
Anfang September kam das Buch in den Handel. Die erste Auflage war schon vor der Auslieferung vergriffen, und bald erschienen auch Übersetzungen in andere Sprachen. Die Alternative löste eine intensive Diskussion in der westeuropäischen Linken über den Realsozialismus und das Verhältnis zu diesem aus. Für Herbert Marcuse war Bahros Buch „der wichtigste Beitrag zur marxistischen Theorie und Praxis, der in den letzten Jahrzehnten erschienen ist.“ Ganz ähnlich äußerte sich der von Bahro hoch geschätzte Trotzkist Ernest Mandel. Lawrence Krader bezeichnete Bahro als „Gewissen der Revolution, dessen Stärke die Wahrheit“ sei. Eher kritisch äußerte sich Rudi Dutschke, der Bahro ein Verhaftetsein im Leninismus und eine zu geringe Beachtung der Menschenrechte vorwarf und seine Lösungsvorschläge als „völlig unrealistisch“ einstufte.
Diese inhaltliche Auseinandersetzung wurde begleitet von einer breiten Welle öffentlich bekundeter Solidarität mit Bahro. Deren vorläufiger Höhepunkt war ein von Heinrich Böll und Günter Grass initiierter Aufruf in der Londoner Times vom 1. Februar 1978, den auch Arthur Miller, Graham Greene, Carola Stern, Mikis Theodorakis und viele weitere Prominente unterschrieben hatten. In der DDR dagegen wurde die ganze Affäre totgeschwiegen, und auch der inhaftierte Bahro erfuhr nichts von den Reaktionen auf sein Buch und auf seine Festnahme. Selbst von den Kopien, die Bahro noch kurz vor seiner Verhaftung innerhalb der DDR verschickt hatte und die nicht bereits auf dem Postweg abgefangen worden waren, wurde etwa die Hälfte den Behörden übergeben.
Ein Buch wie Die Alternative zu schreiben und zu veröffentlichen, war an sich in der DDR nicht strafbar. Daher konstruierte die Staatsanwaltschaft den Tatbestand, Bahro habe aus „Geldgier“ Informationen (und frei erfundene Falschinformationen) für den westdeutschen Verfassungsschutz zusammengetragen und diesem durch die Veröffentlichung des Buches „übermittelt“. Der Generalstaatsanwalt der DDR hatte eine Reihe von Sachverständigen bestellt, die für ihr jeweiliges Fach stehend ein Gutachten zum Buch anfertigen sollten. So u. a. der Philosoph Wolfgang Eichhorn, der Politikökonom Dieter Klein, der Rechtsphilosoph Hermann Klenner, der Ökonom Harry Maier sowie der Rechtswissenschaftler Karl-Heinz Röder. Die Betreffenden schickten ihre Gutachten tatsächlich an den Generalstaatsanwalt, wobei sich die Originale nicht zufällig in den MfS-Akten wiederfinden. Am 30. Juni 1978 wurde Bahro unter Ausschluss der Öffentlichkeit wegen „landesverräterischer Sammlung von Nachrichten“ und „Geheimnisverrats“ zu acht Jahren Freiheitsentzug verurteilt. Aus den Akten geht hervor, dass das Strafmaß bereits im Vorfeld der Verhandlung feststand, und auch die Bekanntgabe des Urteils für die Presse war schon vorab fertig formuliert. Der Prozess, in dem Bahro von Gregor Gysi verteidigt wurde, war demnach nur noch eine Formalität. Die daraufhin von Gysi vor dem Obersten Gericht der DDR eingereichte Berufung wurde umgehend als „offensichtlich unbegründet“ zurückgewiesen.
Nach seiner Verurteilung kam Bahro in die Sonderhaftanstalt des MfS Bautzen II. Nachdem es ihm gelungen war, heimlich Briefe aus dem Gefängnis in den Westen zu übermitteln, wurde im März 1979 neben den bereits bestehenden Isolationsbereichen eigens für ihn ein streng abgetrennter Flur eingerichtet. Das MfS erarbeitete ein Sicherheitskonzept, um jegliche Kontakte zur Außenwelt zu unterbinden. Es veranlasste den Einbau zusätzlicher Türen sowie von Milchglasfensterscheiben und Überwachungskameras und legte Sonderregeln für den Hofgang und den Arbeitseinsatz auf dem Flur fest. Nur ausgewähltes Personal erhielt Zutritt.
Die Urteilsverkündung hatte sofort heftige und anhaltende Proteste und Solidaritätsbekundungen im Westen ausgelöst. Den Höhepunkt bildete der vom Komitee für die Freilassung Rudolf Bahros veranstaltete „Internationale Kongress für und über Rudolf Bahro“, der vom 16. bis 19. November 1978 in West-Berlin stattfand und von über 2000 Teilnehmern besucht wurde. Die Breite der Solidaritätsbewegung illustrierte ein Appell an den Staatsrat der DDR in der Frankfurter Rundschau vom 11. Mai 1979, der von Bahro-Komitees in 12 Ländern organisiert und von zahlreichen Prominenten unterzeichnet worden war. Hinzu kamen Auszeichnungen: Bahro wurde mit der „Carl-von-Ossietzky-Medaille“ der Internationalen Liga für Menschenrechte ausgezeichnet und die P.E.N.-Zentren Dänemarks und Schwedens ernannten ihn zum Mitglied.
Am 11. Oktober 1979 amnestierte die DDR Bahro und auch Nico Hübner anlässlich ihres 30. Jahrestages. Am 17. Oktober reiste Bahro auf eigenen Wunsch zusammen mit seiner früheren Ehefrau, den beiden gemeinsamen Kindern und seiner Lebensgefährtin Ursula Beneke aus der DDR in die Bundesrepublik Deutschland aus. Er hatte bereits im Juli einen entsprechenden Ausreiseantrag gestellt, weil er in der DDR nach dem Ende seiner Haft keine sinnvollen Betätigungsmöglichkeiten mehr sah.

## Wirken in der Bundesrepublik Deutschland

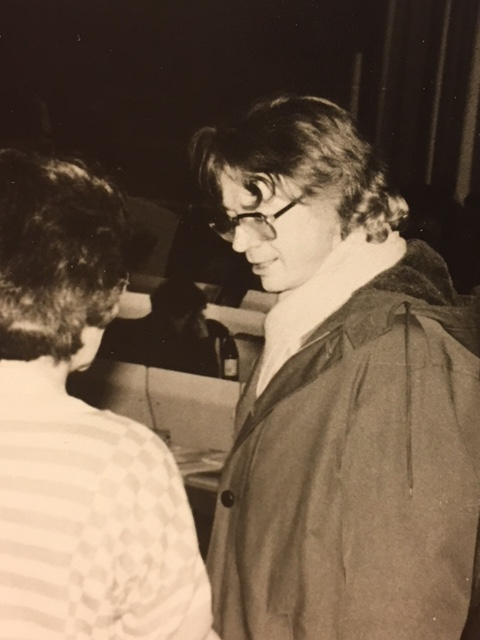
Rudolf Bahro bei einem Parteitag der Grünen in Hamburg, 1984

In der Bundesrepublik Deutschland schloss Bahro sich bald der in der Entstehung begriffenen Partei Die Grünen an. Er setzte sich dafür ein, sozialistische und wertkonservative Strömungen in der neuen Partei zu vereinigen. Angesichts der ökologischen Krise sei ein „historischer Kompromiss“ zwischen diesen beiden politischen Richtungen erforderlich. Diesen formulierte er in dem Buch Elemente einer neuen Politik – Zum Verhältnis von Ökologie und Sozialismus (1980). Ein wesentlicher Unterschied zu der Position, die er in der Alternative vertreten hatte, lag darin, dass er nun den klassischen Marxismus überwinden wollte, da dieser den grundlegend veränderten Rahmenbedingungen nicht mehr angemessen sei.
Ein weiteres neues Hauptmotiv in Bahros Denken war die Religion. Während der Haft hatte er sich intensiv mit der Bibel befasst, und bei der Konfrontation mit der Lebensrealität im Westen fiel ihm auf, dass die Menschen trotz des materiellen Wohlstands nicht glücklich waren. Er interpretierte das als einen Mangel an Innerlichkeit und Transzendenz und verwarf damit die traditionell materialistische Ausrichtung des Sozialismus. Entscheidend sei das Ziel der Emanzipation des Menschen, das in unterschiedlicher Weise von Karl Marx und von Jesus Christus vertreten worden sei. In diesem Zusammenhang bezog sich Bahro vor allem auf das Urchristentum und auf die Befreiungstheologie.
Anfang 1980 wurde Bahro bei Oskar Negt an der Universität Hannover mit seiner in Merseburg zurückgewiesenen Dissertation promoviert, die dann als Buch unter dem Titel Plädoyer für schöpferische Initiative erschien. 1983 konnte er sich dort auch in Sozialphilosophie habilitieren.
Bei den Grünen, wo Bahro 1982 als Beisitzer in den Bundesvorstand gewählt wurde, vertrat er zunehmend radikale Positionen, mit denen er bald ins Abseits geriet. Angesichts der damaligen Wirtschaftskrise propagierte er einen grundlegenden Umbau der Gesellschaft in wirtschafts-, umwelt- und sozialpolitischer Hinsicht, womit unter anderem ein weitgehender Rückzug aus dem Weltmarkt und eine Abkehr von der Fixierung auf das kapitalistische Industriesystem verbunden sein sollte. Daneben engagierte er sich in der Friedensbewegung, wo er für eine Überwindung der Blockkonfrontation und für ein atomwaffenfreies Europa eintrat.
Unter dem Stichwort „Kommune wagen“ mischte sich Bahro in die Diskussion über alternative Lebensgemeinschaften ein, die in der Gründungsphase der Grünen lebhaft geführt wurde. Damit griff er ein bereits in der Alternative angesprochenes Motiv auf. Die Veränderung der Gesellschaft müsse im Kleinen beginnen, und das erfordere eine Veränderung der Menschen selbst, zu der auch eine Wiederentdeckung der Spiritualität gehöre. Dabei bezog er sich insbesondere auf die Ordensgemeinschaft der Benediktiner und auf die mystische Gotteserfahrung.
Im Jahr 1981 bereiste er mit Luise Rinser Nordkorea. Diese Reise sah er selbst als seine wichtigste Reise seit seiner Ausreise aus der DDR an: Nordkorea habe nach dem Korea-Krieg eine „bewundernswerte Aufbauleistung vollbracht“. In Bezug auf kostenfreie Bildung und ein kostenfreies Gesundheitssystem bestehe dort ein System, in dem „sämtliche Grundbedürfnisse mit Sicherheit befriedigt werden“. Gleichzeitig warnte er Nordkorea jedoch vor einer Entwicklung, wie er sie mit seiner Kritik in Die Alternative bereits als systemimmanentes Problem dargestellt hatte: Auch in Nordkorea, so Bahro, „reifen objektiv einige ähnliche Widersprüche und Probleme heran, wie sie in anderen Ländern des real existierenden Sozialismus schon voll entfaltet sind.“ 1995 sagte er in einem Interview: „Kim Il Sung, der war, soweit ich das wahrnehmen konnte, echt, ganz im Gegensatz zu diesem Sohn [gemeint war Kim Jong-il], der jetzt regiert.“ Gleichzeitig bekannte er aber: „Ich habe das System ja von innen gekannt und dort dem Moment asiatische Produktionsweise, das in meiner ‚Alternative‘ eine große Rolle spielt, sozusagen in fünf Minuten auf den Grund geguckt.“
Im Sommer 1983 verbrachte Bahro im Rahmen einer Vortragsreise durch die USA einige Wochen in der Kommune von Bhagwan Shree Rajneesh (Osho) in Rajneeshpuram (Oregon). Über dieses Experiment äußerte er sich sehr positiv. Noch während dieser Vortragsreise und dann auch im grünen Milieu in Deutschland sah er sich deshalb erheblichen Anfeindungen ausgesetzt. Nachdem Rajneeshpuram bald darauf aufgelöst worden war und Bhagwan die USA verlassen musste, nannte Bahro als Hauptgrund für das Scheitern dieses Projekts die unreflektierten Machtstrukturen.
Nachdem die Grünen im März 1983 erstmals in den Bundestag gelangt waren, stellte sich die Frage, ob man mittelfristig eine Regierungsbeteiligung (mit der SPD) anstreben oder in der Opposition bleiben wolle. Bahro setzte sich entschieden für die letztere Option ein und geriet dadurch vor allem mit Joschka Fischer in Konflikt. Es gebe, so Bahro, keinen Bedarf für grüne Reformen, sondern für eine grundlegend neue Politik. In diesem Zusammenhang gebrauchte er in seiner aufsehenerregenden „Hamburger Rede“ im Dezember 1984 einen Vergleich mit der politisch-gesellschaftlichen Situation in der Weimarer Republik: Damals habe es ebenfalls eine breite Bewegung in der Gesellschaft gegeben, die mit den herrschenden Verhältnissen unzufrieden war und diese verändern wollte. Es komme jetzt angesichts der zu erwartenden Zuspitzung der Krise darauf an, die damaligen Fehler und damit eine neuerliche politische Katastrophe zu verhindern. In der Weimarer Republik habe der „braune“ Pol des politischen Spektrums (die Nationalsozialisten) die systemkritische Bewegung aufnehmen können, weil die Linke mit dem „im Gewand völkischer Mythologie daherkommenden Widerstand gegen die entfremdende kapitalistische Entwicklung“ nichts anfangen konnte. Damit die von Bahro erwartete „Volkserhebung“ diesmal gewaltfrei verlaufen könne, sei es wichtig, dass die Grünen „nicht verlorengehen“, indem sie Teil des Systems werden. Außerdem plädierte Bahro für die Überwindung des Rechts-links-Schemas: Um aus der Minderheitenposition herauszukommen, müssten die Grünen auch „ins Revier der bayrischen CSU eindringen“. Bahros Hamburger Rede gipfelte in dem Vorwurf, die „Realos“ um Joschka Fischer würden aus Machtgier eine Situation anstreben, die zu einem Bürgerkrieg und einer anschließenden Diktatur führen könne, was heftige Proteste seitens der Angesprochenen auslöste. Aber auch die konkurrierenden „Fundis“ oder Ökosozialisten um Jutta Ditfurth, die Bahro bislang als einen Verbündeten ansahen, waren befremdet.

Rudolf Bahro, 1987

Im Sommer 1985 trat Bahro aus der Partei aus und konzentrierte sich auf die Arbeit an einem neuen Buch, das 1987 unter dem Titel Logik der Rettung erschien. Darin beschrieb er eine „Logik der Selbstausrottung“, der die Menschheit gegenwärtig folge, und stellte dem eine „Logik der Rettung“ entgegen, die im Wesentlichen in einem „Bewusstseinssprung“ bestehen müsse, wenn der Untergang der Menschheit abgewendet werden solle. Notwendig sei eine radikale Umkehr und ein weitgehender Rückzug aus der industriellen „Megamaschine“. Es komme darauf an, eine entsprechende „Rettungspolitik“ in die Wege zu leiten, bevor die sich zuspitzende ökologische Krise zu einem Notstand und damit zwangsläufig zu einer Notstandsregierung führe. Als Kennzeichen dieser Rettungspolitik nannte Bahro u. a. die Orientierung an langfristigen Zielen, den Verzicht auf kurzfristiges Taktieren und die Dezentralisierung der Souveränität. Dafür müsse eine Mehrheit in der Bevölkerung gefunden werden, und diese Politik müsse von einer Bewegung getragen sein, die Bahro auch als „Unsichtbare Kirche“ bezeichnete, womit er die seiner Ansicht nach notwendige spirituelle Dimension betonte. Brauchbare Ansätze zu einer solchen Politik erwartete er eher aus konservativen als aus linken Kreisen, wobei er insbesondere auf den CDU-Politiker und Wachstumskritiker Kurt Biedenkopf Bezug nahm. Angeregt durch die Perestroika Michail Gorbatschows hoffte Bahro auf einen „Fürsten der ökologischen Wende“, und er schlug die Einrichtung eines konsensorientierten, über den Einzelinteressen stehenden Oberhauses ähnlich dem britischen House of Lords vor. Das Buch stieß zunächst auf nur geringe und überwiegend negative Resonanz. Kritisiert wurde vor allem Bahros Rede von einem „Fürsten der Wende“ und einer „Unsichtbaren Kirche“.
1986 veranstaltete Bahro in seinem Haus in Worms sogenannte Lernwerkstätten, in denen über seine Ideen diskutiert und meditiert wurde. Dann lernte er Beatrice Ingermann kennen, die in Niederstadtfeld schon seit 1983 ein ähnliches Projekt betrieb, das zugleich eine Lebensgemeinschaft war. Bahro schloss sich diesem Projekt an. 1988 heiratete er Beatrice Ingermann, mit der er bald eine Tochter hatte.

## Zurück in Berlin und das Institut für Sozialökologie
Während einer Meditation in der Lernwerkstatt in der Eifel spürte Bahro im November 1989 den Impuls, zurück nach Berlin zu ziehen. Zum einen wollte er angesichts des rapiden Zerfalls der DDR dem befürchteten „Aufgesogen“-Werden der DDR durch die Bundesrepublik entgegentreten und sich dafür einsetzen, dass die DDR ihre Autonomie behalten und die seiner Meinung nach wichtigste politische Errungenschaft, den Primat der Politik über die Wirtschaft, bewahren könne. Zum anderen motivierten ihn die Einsichten seines 1987 erschienenen Buchs „Logik der Rettung“ dazu, an der Humboldt-Universität Berlin eine neue, interdisziplinäre ökologische Forschung und Bildung aufzubauen.

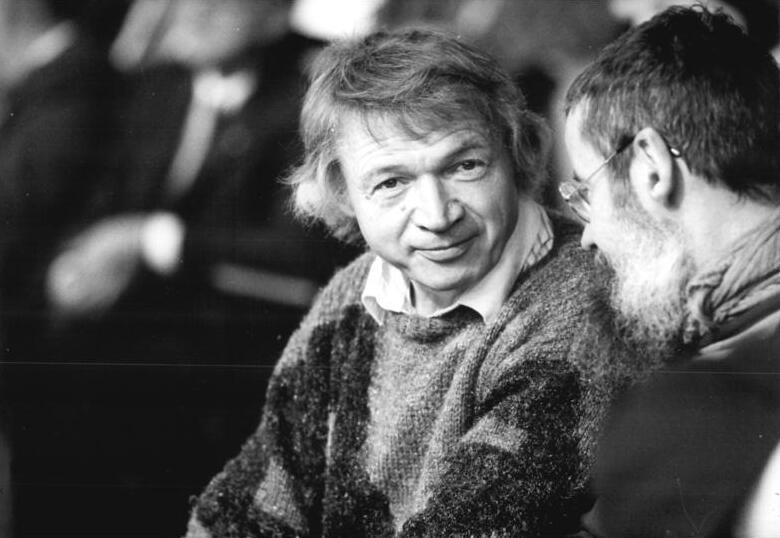
Bahro am 16. Dezember 1989 auf dem Sonderparteitag der SED

Am 16. Dezember 1989 erhielt Bahro Gelegenheit, vor den Delegierten des außerordentlichen Parteitages der SED zu sprechen, deren Vorsitzender eine Woche zuvor sein früherer Rechtsbeistand Gysi geworden war. Das Hauptthema des Parteitags war die Frage, ob die Partei sich auflösen oder fortbestehen wolle; man entschied sich schließlich für den Fortbestand unter dem neuen Namen „SED-PDS“. Der Antrag Bahros, als Gastredner sprechen zu dürfen, fand nur eine knappe Mehrheit (54 %), und ihm wurden nur 30 anstelle der beantragten 45 Minuten gewährt. Bahro war darüber verärgert und musste improvisieren. Nach einer Verlesung der Namen aller Personen, die ihm bei der Alternative geholfen hatten, übte er Kritik an seinem Vorredner, dem Ministerpräsidenten und stellvertretenden Parteivorsitzenden Hans Modrow, des Weiteren an Karl Marx, Gorbatschow und Boris Jelzin. Im Anschluss daran präsentierte er kurz seine Vision eines „sozialökologischen“ Umbaus der DDR. Seine radikal-ökologischen Ideen, die zu diesem Zeitpunkt in der DDR noch kaum bekannt waren, lagen weitab von den Fragen, welche die Delegierten bewegten, und die polemische Einleitung erregte heftigen Unmut. Bahro kam zu dem Schluss, dass ihn mit dieser Partei nichts mehr verband.
Im Frühjahr 1990 begann er mit dem Aufbau eines Instituts für Sozialökologie an der Humboldt-Universität. Im Unterschied zur üblichen Auseinandersetzung mit der ökologischen Krise sollte an diesem Institut ganzheitlich gedacht und sollten vor allem auch die tieferen sozialen und kulturellen Ursachen der Krise erforscht und praktische Alternativen entwickelt werden. Bahro begründete damit einen neuen, sozial-, kultur- und geisteswissenschaftlich untersetzten ökologischen Denkansatz. Dieser ist nicht mit anderen zu verwechseln, die ebenfalls als Sozialökologie bezeichnet werden.
Am 16. Juni 1990 wurde der vorbestrafte Bahro – wiederum vertreten durch Gysi – vom Obersten Gericht der DDR vollständig rehabilitiert. Am 15. September, kurz vor dem Ende der DDR, berief ihn der Minister für Bildung und Wissenschaft zum außerordentlichen Professor für Sozialökologie an die Humboldt-Universität. Ab dem Wintersemester 1990/1991 hielt Bahro regelmäßig Vorlesungen zu Fragen der ökologischen Krise, in denen er seine in der Logik der Rettung aufgeworfenen Thesen weiterentwickelte. Die Vorlesungen, zu denen er vielfach auch Gastredner einlud, richteten sich an Studierende aller Semester (Studium generale) und fanden auch reges Interesse bei außeruniversitären Hörern. In den ersten Jahren war das Audimax der Universität durchweg voll besetzt. Die Vorlesungen, die immer montags 18 Uhr stattfanden, waren öffentlich, und zogen so oft über 500 Zuhörer aus den verschiedensten Fakultäten und aus ganz Berlin an.
Das im geistigen Freiraum nach dem Berliner Mauerfall und mit politischer Unterstützung der damaligen grünen Berliner Wissenschaftssenatorin Barbara Riedmüller-Seel sowie der Schweisfurth Stiftung entstandene Institut für Sozialökologie fand jedoch nicht nur vielseitige positive Resonanz in Wissenschaft und Öffentlichkeit, sondern hatte auch Gegner im Bereich der etablierten Wissenschaft. Im Zuge einer generellen Evaluation der Humboldt-Universität und ihrer nach dem Mauerfall entstandenen Innovationen wurde es 1993/94 durch eine Kommission westdeutscher Wissenschaftler evaluiert. Diese Kommission unter Leitung des Soziologen Friedhelm Neidhardt fand jedoch keinen Zugang zu den für die damalige Zeit noch ungewöhnlichen stark inter- und transdisziplinären ökologischen Denkansätzen Bahros und plädierte daher für dessen tendenzielle Abwicklung. Daher wurde es von 1995 bis 1997 nur noch als Arbeitsgruppe der Landwirtschaftlich-Gärtnerischen Fakultät in die Universität weitergeführt.

1990 äußerte sich Bahro in einem Interview mit der jungen Welt enttäuscht darüber, dass die Grünen das „nationale“ und das „völkische Moment“ negativ bewerteten: 

„Eigentlich ruft es in der Volkstiefe nach einem grünen Adolf. Und die Linke hat davor nur Angst, anstatt zu begreifen, daß ein grüner Adolf ein völlig anderer Adolf wäre als der bekannte. […] Die Linken, und die extrem ‚linken Linken‘, sind nie über Abwehrmechanismen und Ressentiments gegen dieses Moment der Wirklichkeit hinausgekommen. Sie haben das nie akzeptiert.“

Daraufhin kam der Vorwurf auf, Bahro strebe eine „Ökodiktatur“ an. Besonders aggressiv vorgetragen wurde er durch den in Zürich gegründeten Verein zur Förderung der Psychologischen Menschenkenntnis, der unter dem Titel Der Faschismus der Neuen Linken eine „ökofaschistische Diktatur“ als Bahros eigentliches Ziel bezeichnete. Bahro widersprach dem empört, sah sich aber bald mit weiteren derartigen Anschuldigungen konfrontiert. Diese stützten sich vor allem auf Zitate aus seinem Buch Logik der Rettung. 1992 schaltete sich auch seine frühere Parteifreundin Jutta Ditfurth in die Debatte ein, indem sie ihm in ihrer Streitschrift Feuer in die Herzen eine Hinwendung zu esoterischen, autoritären und völkischen Ideen vorwarf.

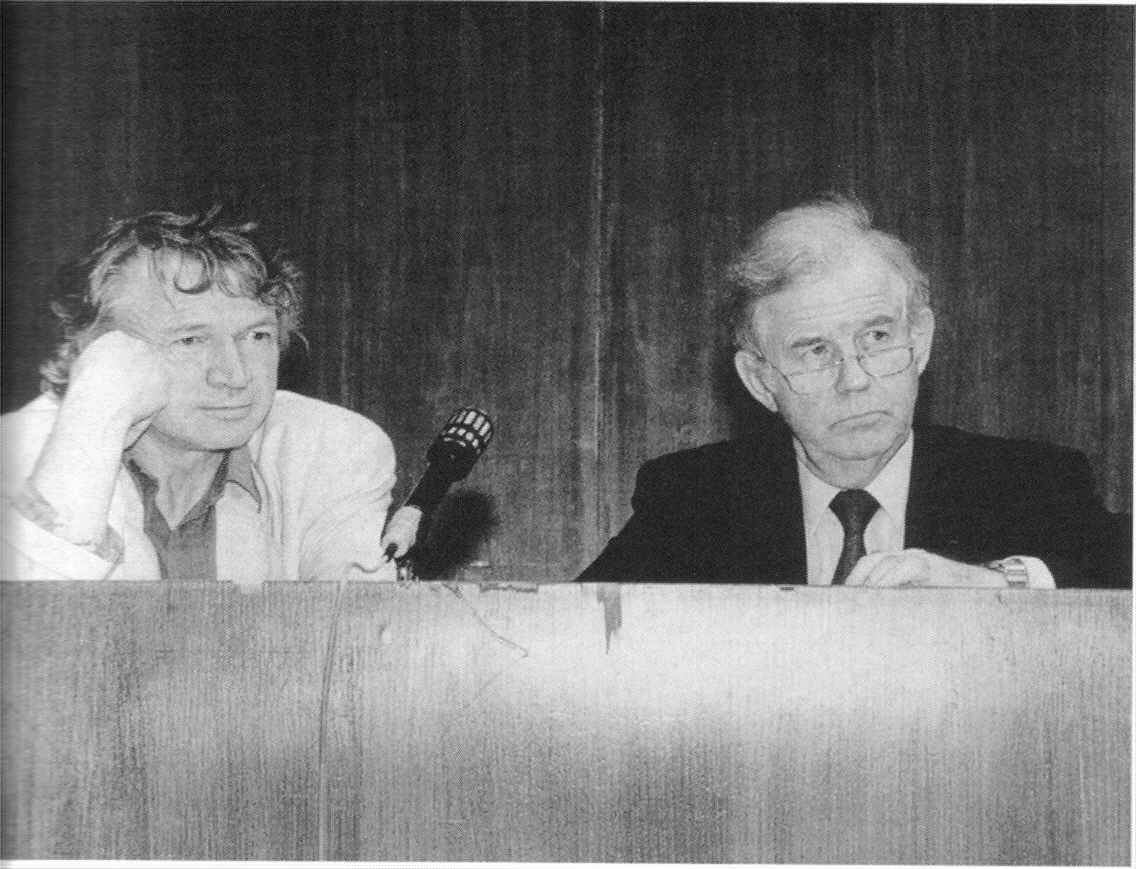
Rudolf Bahro und Kurt Biedenkopf bei einer Vorlesung im Rahmen des Zyklus Sozialökologie an der HU Berlin (1991)

Neben seinen Aktivitäten in Berlin war Bahro noch bis 1991 in der Lernwerkstatt in Niederstadtfeld aktiv, und er plante entsprechende Experimente mit neuen nachhaltigen Lebens- und Wirtschaftsformen in der ehemaligen DDR. Aus einem Gespräch mit dem sächsischen Ministerpräsidenten Kurt Biedenkopf im Sommer 1991 entstand das sozialökologische Zukunftsforschungsprojekt LebensGut in Pommritz bei Bautzen. Dort wird, insbesondere durch Bahros einstigen wissenschaftlichen Mitarbeiter Maik Hosang, auch die an der Humboldt-Universität begonnene sozialökologische Forschungstätigkeit weitergeführt.

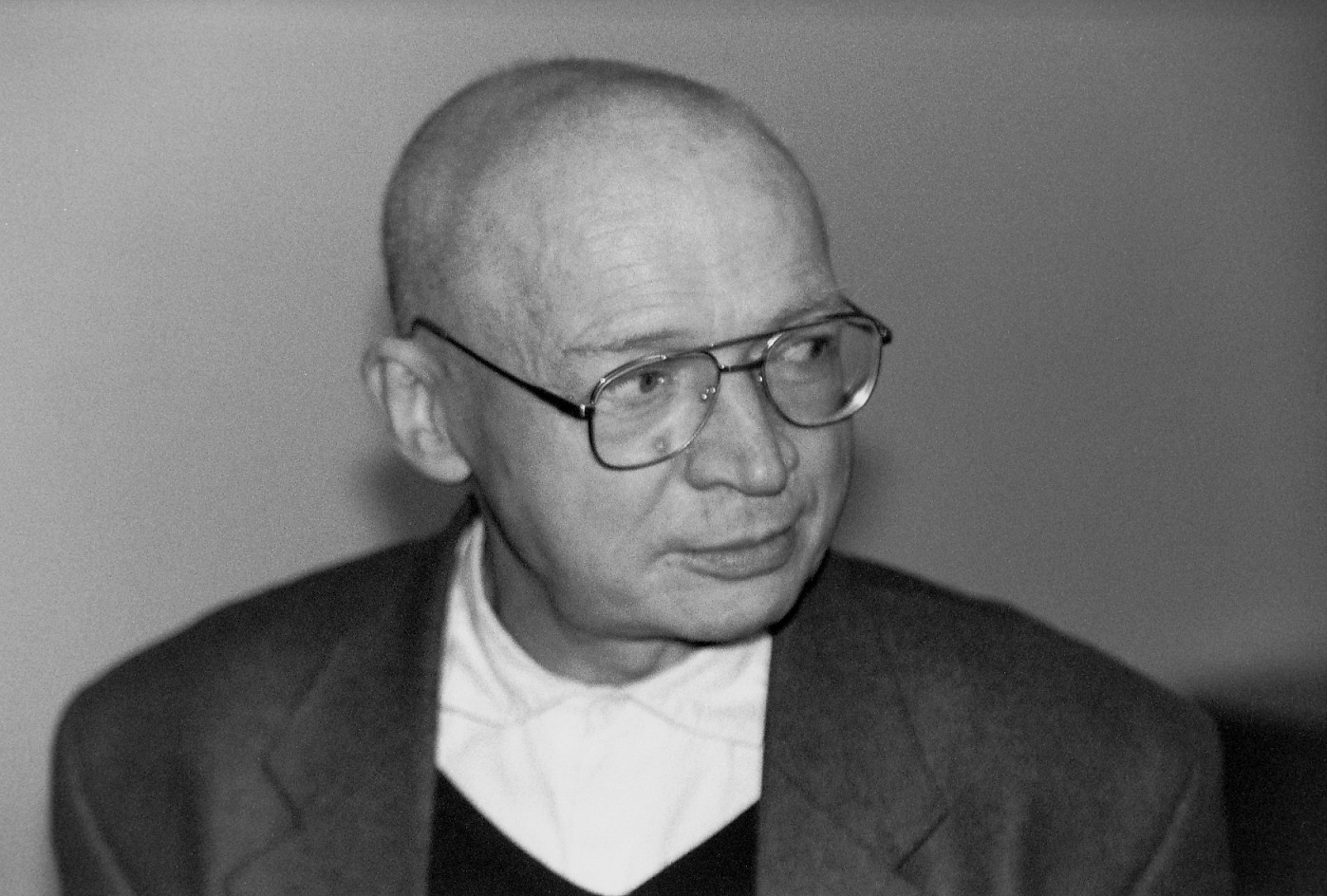
Rudolf Bahro, 1996

Im September 1993 nahm sich Bahros Frau Beatrice nach einem Ehestreit das Leben. Er war darüber so erschüttert, dass er sich für ein Semester von den Vorlesungen befreien lassen musste. Im Frühjahr 1994 erkrankte er dann auch körperlich, und im Herbst desselben Jahres wurde eine seltene Form von Blutkrebs (Non-Hodgkin-Lymphom) diagnostiziert. Bahro war davon überzeugt, dass seine Erkrankung die Folge traumatischer Erlebnisse wie des Freitods seiner Ehefrau sei, und sträubte sich gegen eine konventionelle Therapie. Stattdessen nahm er diverse „alternative“ Diagnoseverfahren und Therapien in Anspruch und zog sich vorübergehend in ein Kloster zurück. Erst als sich dort sein Zustand dramatisch verschlechtert hatte, ließ er sich wieder auf eine Chemotherapie ein. Im Mai 1995 heiratete er auf dem Krankenbett seine Lebensgefährtin Marina Lehnert, die sich schon länger um seine Tochter gekümmert hatte. Durch diese dritte Heirat wurde Bahro Stiefvater von Erik Lehnert.

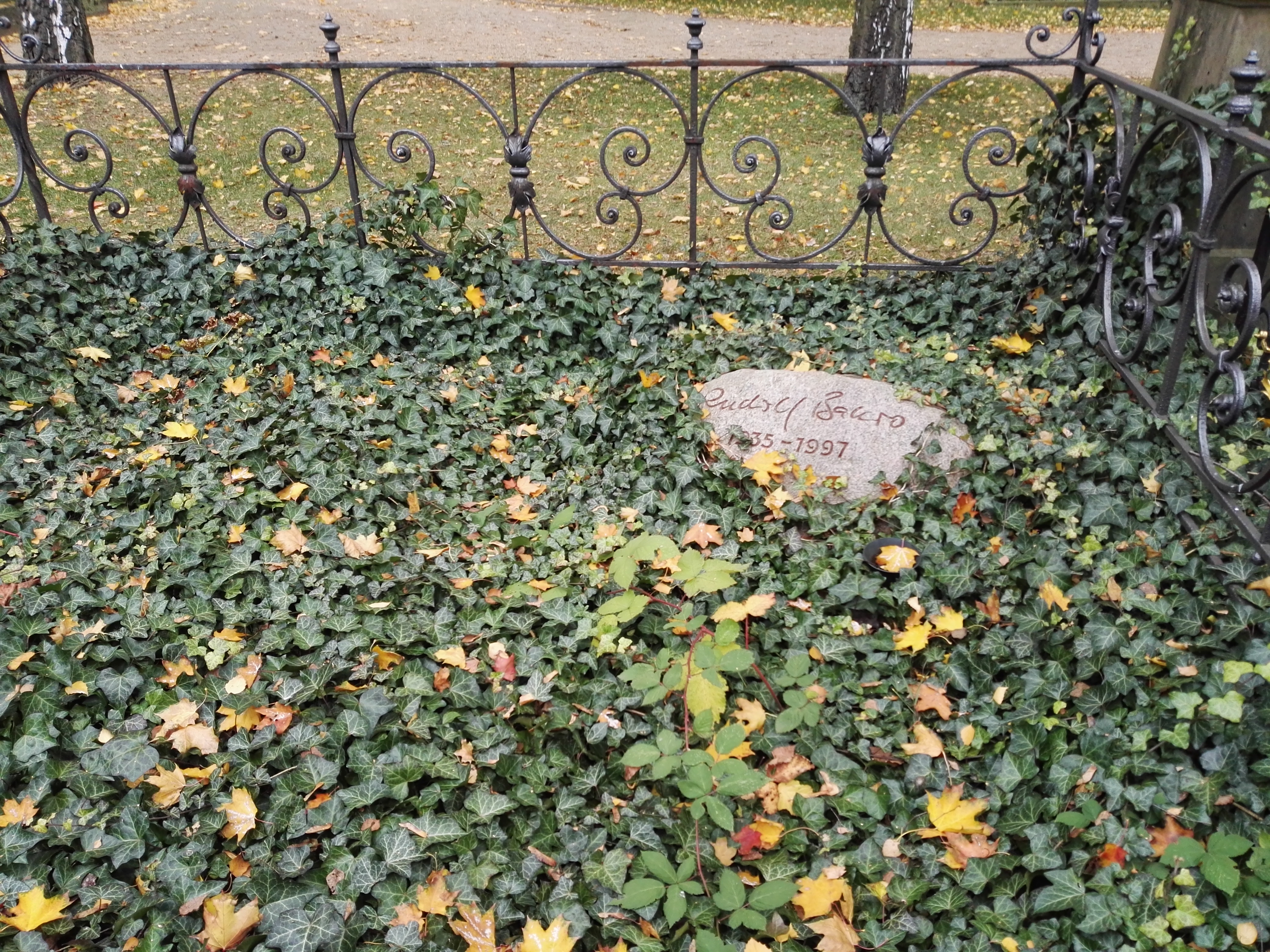
Grabstätte

Nach einjähriger Unterbrechung wegen Krankheit konnte Bahro im Sommersemester 1996 seine Lehrtätigkeit an der Humboldt-Universität wieder aufnehmen, allerdings nur noch in beschränktem Umfang. Seine letzte Vorlesung hielt er im Juli 1997. Im Sommer 1997 zog er sich eine Lungenentzündung zu, und auch der Krebs brach wieder aus.
Rudolf Bahro starb am 5. Dezember 1997 in Berlin. Er wurde auf dem dortigen Dorotheenstädtischen Friedhof beigesetzt.
Einige Jahre nach Bahros Tod kam der Verdacht auf, dass seine Krebserkrankung und die zweier anderer ehemaliger politischer Gefangener (Gerulf Pannach, Jürgen Fuchs) durch heimliche Röntgenbestrahlungen während der Haft mit ausgelöst worden sein könnten. Im Jahr 2000 fand die Gauck-Behörde heraus, dass die im Sommer 1977 von Bahro verschickten Manuskripte vom MfS mit einer radioaktiven Substanz markiert worden waren, was zu einer erhöhten Strahlenbelastung geführt haben dürfte.
Im Rahmen einer Ausstellung zu seinem 65. Geburtstag, die im Jahr 2000 in der Humboldt-Universität entstand und gezeigt wurde, würdigten renommierte Wissenschaftler aus dem In- und Ausland, so Allan Combs, Johan Galtung, Ernst Ulrich von Weizsäcker, Reinhard Loske, Dieter Steiner u. a., Rudolf Bahro als einen mutigen und visionären Vordenker eines ökologischen Zeitalters.

## Werke
- 1960: In dieser Richtung. Gedichte. Verlag Volk und Welt, Berlin (DDR) 1960.
- 1977: Die Alternative. Zur Kritik des real existierenden Sozialismus. 542 Seiten. EVA, Hamburg 1977, ISBN 3-434-00353-3 (Habilitation Universität Hannover 1983, 542 Seiten, 22 cm).
  - Englisch: The Alternative in Eastern Europe. By Rudolf Bahro. Translated by David Fernbach. 468 S., Verlag NLB, London 1978.
  - Taschenbuch: rororo, Rowohlt, Reinbek bei Hamburg 1980, ISBN 3-499-17331-X (als Taschenbuch, 374 Seiten, 19 cm).
  - Verlag Tribüne, Berlin (DDR) 1990, 559 S., mit einem aktuellen Nachwort des Autors, ISBN 3-7303-0577-8.[29]
- 1977: Rudolf Bahro. Eine Dokumentation. EVA, 1977, ISBN 3-434-00366-5.
  - 2. erweiterte Auflage: Ich werde meinen Weg fortsetzen. Eine Dokumentation. (128 Seiten) EVA, Köln 1979, ISBN 3-434-00399-1.
- 1979: Die nicht mit den Wölfen heulen. Das Beispiel Beethoven und sieben Gedichte. Europäische Verlagsanstalt, Köln 1979, ISBN 3-434-00403-3.
- 1980: mit Ernest Mandel und Peter von Oertzen: Was da alles auf uns zukommt. Perspektiven der 80er Jahre. Band 1: Entwicklungstendenzen in Ost und West. ISBN 3-88395-701-1. Band 2: Die politischen Perspektiven der 80er Jahre. Olle und Wolter, Berlin(W) 1980, ISBN 3-88395-702-X. Verlag
- 1980: Elemente einer neuen Politik. Zum Verhältnis von Ökologie und Sozialismus. Olle und Wolter, Berlin(W) 1980, ISBN 3-88395-703-8.
  - Englisch: Socialism and Survival. Articles, Essays and Talks, 1979-1982. With an introduction by E.P. Thompson. Verlag: Heretic-Books, London 1982. (160 Seiten)
- 1980: Plädoyer für schöpferische Initiative. Zur Kritik von Arbeitsbedingungen im real existierenden Sozialismus. Bund, Köln 1980, ISBN 3-7663-0760-6 (Dissertation Universität Hannover Fakultät für Geistes- und Sozialwissenschaften 1980, 232 Seiten, 21 cm: Voraussetzungen und Massstäbe der Arbeitsgestaltung für wissenschaftlich ausgebildete Kader im industriellen Reproduktionsprozess der entwickelten sozialistischen Gesellschaft).
- 1982: Wahnsinn mit Methode. Über die Logik der Blockkonfrontation, die Friedensbewegung, die Sowjetunion und die DKP. Olle&Wolter, Berlin(W) 1982, ISBN 3-88395-710-0.
- 1984: From Red to Green. Interviews with New Left Review. Verso Editions, London 1984, ISBN 0-86091-760-6.
- 1984: mit Jan Foudraine, Adolf Holl und Erich Fromm: Radikalität im Heiligenschein. Zur Wiederentdeckung der Spiritualität in der modernen Gesellschaft. Verlag Herzschlag, Berlin/W. 1984, ISBN 3-922389-14-7.
- 1984: Pfeiler am anderen Ufer. Beiträge zur Politik der Grünen von Hagen bis Karlsruhe. Verlag: Zeitschrift Befreiung, Berlin/W. 1984, DNB 890507600[30]
- 1987: Logik der Rettung. Wer kann die Apokalypse aufhalten? Ein Versuch über die Grundlagen ökologischer Politik. Weitbrecht, Stuttgart 1987. Union-Verlag, Berlin 1990.[31]
  - Englisch: Avoiding Social and Ecological Disaster: The Politics of World Transformation. by Rudolph Bahro. 384 Seiten. Verlag Gateway, 1994.
- 1988: mit Leonhard Neidhart, Norbert Leser und Michail Woslenski: Die Zukunft der Demokratie. Entwicklungsperspektiven in Ost und West. Orac, Wien 1988, ISBN 3-7015-0161-0.
- 1989: Gastrede auf dem SED/PDS-Parteitag am 16. Dezember 1989. In: Lothar Hornbogen, u. a. (Hrsg.): Außerordentlicher Parteitag der SED/PDS. Protokoll der Beratungen am 8./9. und 16/.17. Dezember 1989 in Berlin. Dietz, Berlin 1999, ISBN 3-320-01972-4.
- 1991: mit Reinhard Spittler (Hrsg.): Rückkehr. Die In-Weltkrise als Ursprung der Weltzerstörung. Altis-Verlag und Horizonte-Verlag, 1991, ISBN 3-926116-40-4.
- 1991: mit Heinrich Fink: Heinrich Fink und der Umgang mit unserer Vergangenheit „eine ordinäre politische Massnahme“. Leipzig, Arbeitskreis Hochschulpolit. Öffentlichkeit, 1991.
- 1995: Bleib mir der Erde treu! Apokalypse oder Geist einer neuen Zeit. Edition Ost, Berlin 1995, ISBN 3-929161-53-2.
- 2002: mit Franz Alt und Marko Ferst: Wege zur ökologischen Zeitenwende. Reformalternativen … für ein zukunftsfähiges Kultursystem. Zeitsprung, 2002, ISBN 3-8311-3419-7.[32]
- 2005: mit Maik Hosang (Hrsg.): Rudolf Bahro: Apokalypse oder Geist einer neuen Zeit, edition ost, Berlin 1995, ISBN 3-929161-53-2.
- 2007: Denker, Reformator, Homo politicus. Nachgel. Texte, Vorlesungen, Aufsätze, Reden und Interviews. Hrsg. Guntolf Herzberg, Edition Ost, 2007, ISBN 3-89793-151-6.
- 2023: Maik Hosang, Jürgen G. H. Hoppmann (Hrsg.): Rudolf Bahro: Vorlesungen 1990–1993. Humboldt-Universität Berlin, ArsAstrologica, Görlitz 2023, ISBN 978-3-384-04899-8.
- 2023: Maik Hosang, Jürgen G. H. Hoppmann (Hrsg.): Rudolf Bahro: Vorlesungen 1994–1997. Humboldt-Universität Berlin, ArsAstrologica, Görlitz 2023, ISBN 978-3-384-04901-8.